# Eutrepsia melanodora
Eutrepsia melanodora là một loài bướm đêm trong họ Geometridae.